# Skaldmeer
Het Skaldmeer is een omstreeks 2010 aangelegd meer en moerasgebied ten zuiden van het Slochterdiep in de voormalige gemeente Slochteren (nu onderdeel van de gemeente Midden-Groningen) in de Nederlandse provincie Groningen.
De naam is ontleend aan de Kloosterkroniek van Wittewierum, waar in 1295 sprake is van aqua sive mare Skeld ('het water of meer Schild'), dus het Schildmeer.